# Liste der Monuments historiques in Argent-sur-Sauldre
Die Liste der Monuments historiques in Argent-sur-Sauldre führt die Monuments historiques in der französischen Gemeinde Argent-sur-Sauldre auf.

## Liste der Bauwerke
| Bezeichnung                   | Beschreibung                                      | Standort | Kennzeichnung | Schutzstatus | Datum | Bild           |
| ----------------------------- | ------------------------------------------------- | -------- | ------------- | ------------ | ----- | -------------- |
| Kirche St-André               | Erbaut im 13. Jahrhundert                         | (Lage)   | PA00096631    | Classé       | 1944  | weitere Bilder |
| Schloss Château de Saint-Maur | Erbaut in der zweiten Hälfte des 18. Jahrhunderts | (Lage)   | PA18000014    | Classé       | 2002  | weitere Bilder |

## Liste der Objekte
- Monuments historiques (Objekte) in Argent-sur-Sauldre in der Base Palissy des französischen Kultusministeriums